# Санта-Крус (Риу-Гранди-ду-Норти)
Санта-Крус (порт. Santa Cruz)  —  муниципалитет в Бразилии, входит в штат Риу-Гранди-ду-Норти. Составная часть мезорегиона Сельскохозяйственный район штата Риу-Гранди-ду-Норти. Входит в экономико-статистический  микрорегион Борборема-Потигуар. Население составляет 33 245 человек на 2006 год. Занимает площадь 624,390 км². Плотность населения — 53,2 чел./км².
Известна статуя святой Риты Кашийской (установлена в 2010 году, общая высота — 56 м, высота скульптуры — 50 м).

## Статистика
- Валовой внутренний продукт на 2003 год составляет 69 402 733,00 реалов (данные: Бразильский институт географии и статистики).
- Валовой внутренний продукт на душу населения на 2003 год составляет 2145,37 реалов (данные: Бразильский институт географии и статистики).
- Индекс развития человеческого потенциала на 2000 год составляет 0,655 (данные: Программа развития ООН).

## География
Климат местности: тропическая полупустыня.

## Спорт
В городе базируется одноименный футбольный клуб.